# Proceedings of the American Association for the Advancement of Science
Proceedings of the American Association for the Advancement of Science (abreviado Proc. Amer. Assoc. Advancem. Sci.) fue una revista con ilustraciones y descripciones botánicas que fue publicada  en Filadelfia desde 1848 hasta 1921. Fue precedida por Abstracts of the Proceedings of the Association of American Geologists and Naturalists y reemplazada por Summarized Proceedings of the Meetings of the American Associations for the Advancement of Science.